# Paractenopsyllus kerguisteli
Paractenopsyllus kerguisteli är en loppart som beskrevs av Wagner 1938. Paractenopsyllus kerguisteli ingår i släktet Paractenopsyllus och familjen smågnagarloppor. Inga underarter finns listade i Catalogue of Life.